# Agenzie dell'India britannica
Un'agenzia dell'India britannica era un'unità autonoma o semi-autonoma dell'India britannica i cui affari esteri erano governati da un agente designato direttamente dal Viceré d'India. Esse variarono nelle loro caratteristiche da pienamente autonome a dipendenze auto-governate come nel caso degli stati principeschi dove l'agente era un mero rappresentante del viceré presso i locali che comunque erano parte integrante dell'Impero britannico e pertanto gli agenti erano responsabili della legge e dell'ordine in tali territori. L'agente di uno stato principesco solitamente risiedeva fuori dal territorio stesso al contrario di un residente che solitamente invece risiedeva appunto entro i confini del distretto di sua pertinenza.

## Elenco delle agenzie
Le agenzie politiche vennero create, unite o abolite nel corso della storia del British Raj.
Questo elenco include tutte le agenzie britanniche esistite, senza riguardi al periodo storico in cui esse esistettero.
- Agenzia di Aden (1839 – 1859)
- Agenzia di Alwar (appartenente all'Agenzia del Rajputana)
- Agenzia del Baghelkhand marzo 1871 / 1933
- Agenzia del Belucistan
- Agenzia di Banas Kantha
- Agenzia di Baroda
- Agenzia di Baroda e Gujarat
- Agenzia di Baroda, Stati Occidentali e Gujarat
- Agenzia degli Stati del Bengala
- Agenzia di Bhopal 1818 / 1947-08-15
- Agenzia di Bhopawar 1882 / 1925 (unita con Malwa dell'agenzia di Malwa e Bhopawar)
- Agenzia del Bikaner (appartenente all'Agenzia del Rajputana)
- Agenzia di Bundelkhand 1811
- Agenzia dell'India Centrale 1854
- Agenzia di Chhattisgarh
- Agenzia di Cutch
- Agenzia degli Stati del Deccan anni '30 del Novecento
- Agenzia di Delhi
- Agenzia degli Stati Orientali del Rajputana (appartenente all'Agenzia del Rajputana)
- Agenzia degli Stati Orientali anni '30 del Novecento
- Agenzia di Ganjam Hill (presidenza di Madras)
- Agenzia del Gilgit 1889
- Agenzia di Kotah-Jhalawar (appartenente all'Agenzia del Rajputana)
- Agenzia di Haraoti
- Agenzia di Haraoti-Tonk (appartenente all'Agenzia del Rajputana)
- Agenzia di Kaira
- Agenzia di Kathiawar (presidenza di Bombay)
- Agenzia di Kolaba
- Agenzia di Kolhapur
- Agenzia degli Stati di Madras anni '30 del Novecento
- Agenzia di Mahi Kantha (presidenza di Bombay)
- Agenzia di Malwa
  - 1895 / 1925 (unita con l'Agenzia di Bhopawar dall'Agenzia di Malwa e Bhopawar)
  - 1934 / 1947
- Agenzia di Malwa e Bhopawar 1925 / 1927 rinominata Agenzia di Malwa e degli Stati Meridionali
- Agenzia di Malwa e degli Stati Meridionali 1927 rinominata derivata da Agenzia di Malwa e Bhopawar / 1934 rinominata in Malwa
- Agenzia di Nasik
- Agenzia della Frontiera Nord Orientale (NEFA)
- Agenzia degli Stati della Frontiera Nord Occidentale
- Agenzia di Orissa 1905
- Agenzia di Palanpur 1819 (appartenente alla presidenza di Bombay)
- Agenzia di Poona
- Agenzia degli Stati del Punjab anni '30 del Novecento
- Agenzia del Rajputana (composta da tre residenze e sei agenzie)
- Agenzia di Rewa Kantha (presidenza di Bombay)
- Agenzia di Sabar Kantha
- Agenzia di Surat
- Agenzia di Thana
- Agenzia di Vizagapatam Hill (presidenza di Madras)
- Agenzia degli Stati dell'India Occidentale
- Agenzia degli Stati del Rajputana Occidentale (appartenente all'Agenzia del Rajputana, parte della Residenza di Mewar sino al 1906, quando ne venne separata)